# Jeanne-Marie de Boccard
Jeanne-Marie de Boccard (Genève, 28 maart 1922 – Genève, 16 februari 2020) was een Zwitserse diplomate en feministe.

## Biografie
Jeanne-Marie de Boccard was een dochter van François Perréard en van Marie Jeanne Bayard. Ze was gehuwd met Pierre de Boccard. Van 1942 tot 1945 studeerde ze rechten aan de Universiteit van Genève. Ze werd juridisch medewerker bij de afdeling internationale organisaties van het Departement van Politieke Zaken. Van 1977 tot 1989 was ze lid van het bestuur van de Bund Schweizerischer Frauenorganisationen. Van 1991 tot 1997 was ze voorzitster van de Internationale Vrouwenraad. Ze was permanent vertegenwoordigster van die organisatie en van de Liberale Internationale bij de Verenigde Naties in Genève. Ze nam deel aan de tweede en de derde internationale vrouwenconferentie in Kopenhagen (1980) en Nairobi (1985), aan diverse internationale arbeidsconferenties, de VN-conferentie inzake Milieu en Ontwikkeling in Rio de Janeiro in 1992, de conferentie voor de mensenrechten in Wenen in 1993 en aan de zittingen van de Mensenrechtenraad van de Verenigde Naties in Genève.

## Werken
- (fr)  Bal à la SDN, 1997.

- Gemeinsame Normdatei: 1050018257
- Historisch woordenboek van Zwitserland: 044855
- Virtual International Authority File: 308192723